# Kim Nam-il
Kim Nam-Il (Koreaans: 김남일, Incheon, 14 maart 1977) is een Zuid-Koreaanse voormalig betaald voetballer die bij voorkeur als verdedigende middenvelder speelde. In december 1998 debuteerde hij in het Zuid-Koreaans voetbalelftal, waarvoor hij achtennegentig interlands speelde.

## Carrière

### Vroege carrière
Kim Nam-Il begon met het spelen van voetbal als scholier. Zijn ouders waren niet tevreden met zijn beslissing om te gaan voetballen vanwege zijn indrukwekkende studieresultaten.
Vroeger was hij een niet-opvallende aanvallende middenvelder, Guus Hiddink veranderde hem in een topmiddenvelder door het ontwikkelen van zijn defensieve talenten.

### WK 2002
Kim werd een ster in 2002 vanwege zijn prestaties in het Wereldkampioenschap voetbal 2002. De bijnaam van Kim was "De Stofzuiger" omdat hij ballen in zijn zone altijd goed weg wist te werken.

### Na het WK 2002
Na het WK speelde Kim kort op huurbasis voor Excelsior Rotterdam, in het seizoen 2002/2003 in de eredivisie (negen wedstrijden). Hij hoopte op een kans bij Feyenoord, waar Song Chong-Gug toen voor speelde. Zijn contract liep echter af voordat hij indruk had kunnen maken en hij had geen andere keuze dan terugkeren naar Zuid-Korea, waar hij ging spelen voor Chunnam Dragons, waar hij speelde voor het WK 2002.
Kims transfer naar Suwon Samsung Bluewings in 2005 zorgde voor vrij veel rumoer in Zuid-Korea omdat hij werd geruild tegen twee andere spelers. Een van die spelers was Ko Jong-Su die op dat moment voor lange tijd een sterspeler was bij de club.

### WK 2006
Na een blessure aan zijn rechtervoet maakte Kim een comeback in het einde van 2005 en kreeg zijn plaats in het nationale elftal terug. Vervolgens veroverde hij een plaats in het Zuid-Koreaanse elftal voor het Wereldkampioenschap voetbal 2006.
In 2006, zei hij dat hij zijn hoop had opgegeven om weer in Europa te spelen. Hij zei dat hij door de fans herinnerd wil worden als een legende van de K-league. In augustus 2006 werd hij gekozen als aanvoerder van het Koreaanse elftal.

### 2007
In maart 2007 liep Kim een nekblessure op in een wedstrijd tegen Busan I'Park. Suwon Samsung won de wedstrijd met 1-0 en vestigde een record van 200 overwinningen in het kleinste aantal wedstrijden.
Hij verruilde in 2009 Vissel Kobe voor Tom Tomsk. 